# Neobrettus nangalisagus
Neobrettus nangalisagus is een spinnensoort in de taxonomische indeling van de springspinnen (Salticidae).
Het dier behoort tot het geslacht Neobrettus. De wetenschappelijke naam van de soort werd voor het eerst geldig gepubliceerd in 2001 door Alberto Barrion.